# Baudreville (Eure-et-Loir)
Pour les articles homonymes, voir Baudreville.
Baudreville est une commune française située dans le département d'Eure-et-Loir, en région Centre-Val de Loire.

## Géographie

### Situation
Commune rurale de la Beauce, à 50 km au nord d'Orléans, 30 km au sud-est de Chartres. Voisine de Gommerville à 3 km, Ardelu, Gouillons, Angerville à 6 km.

Situation géographique
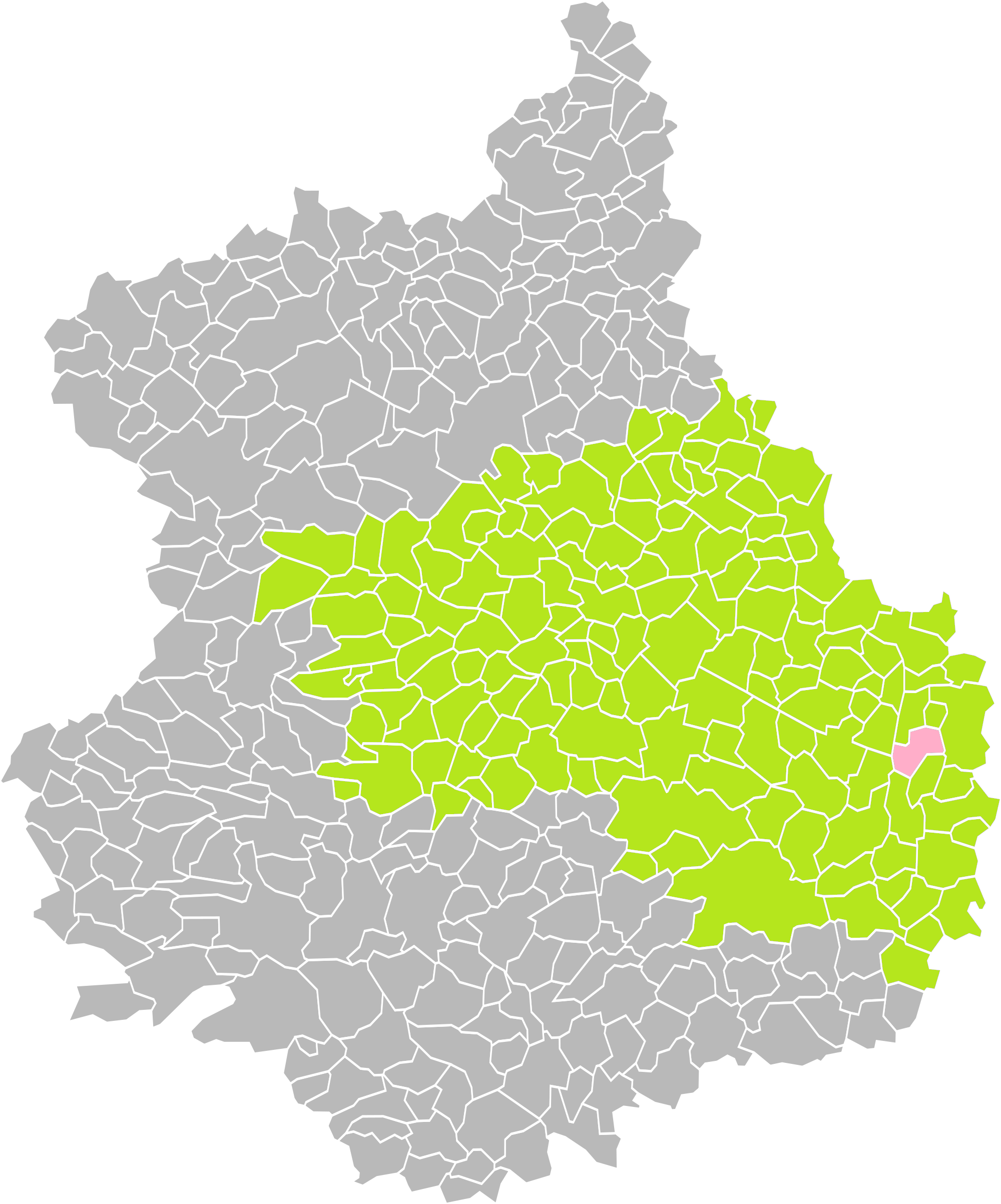
Baudreville dans son arrondissement.
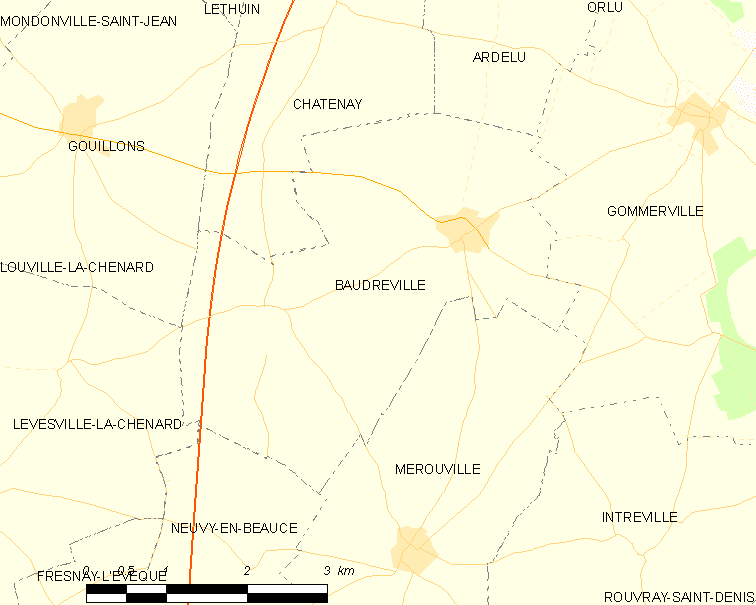
Carte de la commune de Baudreville.

### Communes limitrophes
| Châtenay                                  | Ardelu      | Gommerville |
| Louville-la-Chenard Levesville-la-Chenard | Baudreville |             |
| Neuvy-en-Beauce                           | Mérouville  |             |

### Climat
Pour des articles plus généraux, voir Climat du Centre-Val de Loire et Climat d'Eure-et-Loir.
En 2010, le climat de la commune est de type climat océanique dégradé des plaines du Centre et du Nord, selon une étude du CNRS s'appuyant sur une série de données couvrant la période 1971-2000. En 2020, Météo-France publie une typologie des climats de la France métropolitaine dans laquelle la commune est exposée à un climat océanique altéré et est dans la région climatique  Sud-ouest du bassin Parisien, caractérisée par une faible pluviométrie, notamment au printemps (120 à 150 mm) et un hiver froid (3,5 °C). 
Pour la période 1971-2000, la température annuelle moyenne est de 10,6 °C, avec une amplitude thermique annuelle de 15,2 °C. Le cumul annuel moyen de précipitations est de 644 mm, avec 10,8 jours de précipitations en janvier et 7,5 jours en juillet. Pour la période 1991-2020, la température moyenne annuelle observée sur la station météorologique de Météo-France la plus proche, « Louville », sur la commune de Louville-la-Chenard à 9 km à vol d'oiseau, est de 11,5 °C et le cumul annuel moyen de précipitations est de 625,8 mm,. Pour l'avenir, les paramètres climatiques de la commune estimés pour 2050 selon différents scénarios d'émission de gaz à effet de serre sont consultables sur un site dédié publié par Météo-France en novembre 2022.

## Urbanisme

### Typologie
Au 1er janvier 2024, Baudreville est catégorisée commune rurale à habitat dispersé, selon la nouvelle grille communale de densité à 7 niveaux définie par l'Insee en 2022.
Elle est située hors unité urbaine. Par ailleurs la commune fait partie de l'aire d'attraction de Paris, dont elle est une commune de la couronne,. 

## Toponymie
Le nom de la localité est attesté sous les formes Baudorvilla vers 1250, Bauldrouville en 1542, Baudreville en 1626, Saint Fiacre de Baudreville en 1736.

## Politique et administration

### Liste des maires
| Période                                  | Période      | Identité         | Étiquette | Qualité |
| ---------------------------------------- | ------------ | ---------------- | --------- | ------- |
| Les données manquantes sont à compléter. |              |                  |           |         |
| Mars 2001                                | Mars 2008    | Didier Pillias   |           |         |
| Mars 2008                                | Mars 2014    | Damien Decourty  |           |         |
| Mars 2014                                | Juillet 2020 | Bruno Esprit     | SE        | Cadre   |
| Juillet 2020                             | En cours     | Brigitte Chauvel |           |         |

## Population et société

### Démographie
L'évolution du nombre d'habitants est connue à travers les recensements de la population effectués dans la commune depuis 1793. Pour les communes de moins de 10 000 habitants, une enquête de recensement portant sur toute la population est réalisée tous les cinq ans, les populations de référence des années intermédiaires étant quant à elles estimées par interpolation ou extrapolation. Pour la commune, le premier recensement exhaustif entrant dans le cadre du nouveau dispositif a été réalisé en 2004.

En 2022, la commune comptait 239 habitants, en évolution de −9,81 % par rapport à 2016 (Eure-et-Loir : −0,23 %, France hors Mayotte : +2,11 %).
| 1793 | 1800 | 1806 | 1821 | 1831 | 1836 | 1841 | 1846 | 1851 |
| ---- | ---- | ---- | ---- | ---- | ---- | ---- | ---- | ---- |
| 378  | 391  | 385  | 373  | 400  | 420  | 443  | 443  | 439  |

| 1856 | 1861 | 1866 | 1872 | 1876 | 1881 | 1886 | 1891 | 1896 |
| ---- | ---- | ---- | ---- | ---- | ---- | ---- | ---- | ---- |
| 431  | 420  | 442  | 418  | 402  | 401  | 420  | 387  | 403  |

| 1901 | 1906 | 1911 | 1921 | 1926 | 1931 | 1936 | 1946 | 1954 |
| ---- | ---- | ---- | ---- | ---- | ---- | ---- | ---- | ---- |
| 396  | 392  | 381  | 318  | 327  | 301  | 298  | 304  | 279  |

| 1962 | 1968 | 1975 | 1982 | 1990 | 1999 | 2004 | 2006 | 2009 |
| ---- | ---- | ---- | ---- | ---- | ---- | ---- | ---- | ---- |
| 261  | 225  | 257  | 261  | 247  | 249  | 278  | 285  | 284  |

| 2014 | 2019 | 2022 | - | - | - | - | - | - |
| ---- | ---- | ---- | - | - | - | - | - | - |
| 271  | 246  | 239  | - | - | - | - | - | - |

## Économie

### Parc éolien du chemin d'Ablis
Installé en 2008 par EDF Énergies Nouvelles, le long de l'autoroute A10 sur les communes de Léthuin, Neuvy-en-Beauce, Baudreville, Gouillons et Vierville, ce parc réunit vingt-six turbines Senvion MM92 d'une puissance de 2 MW, développant une puissance totale de 52 MW.
Sa production est équivalente à la consommation électrique annuelle de 70 000 habitants.

## Culture locale et patrimoine

### Lieux et monuments
- Hameau d'Ormeville ;
- Église Saint-Fiacre ;
- Monument aux morts.

Lieux et monuments
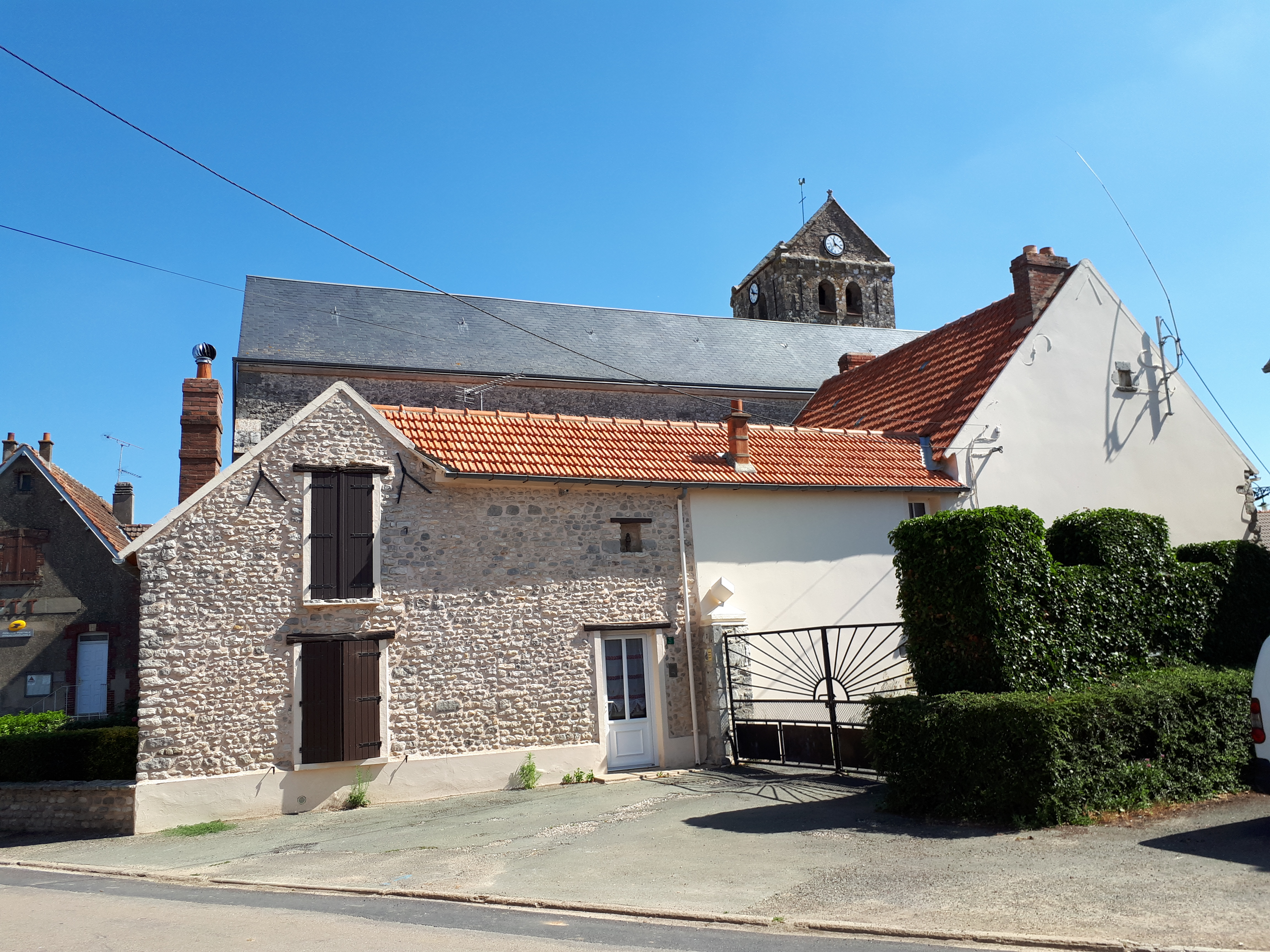
Clocher de l'église.
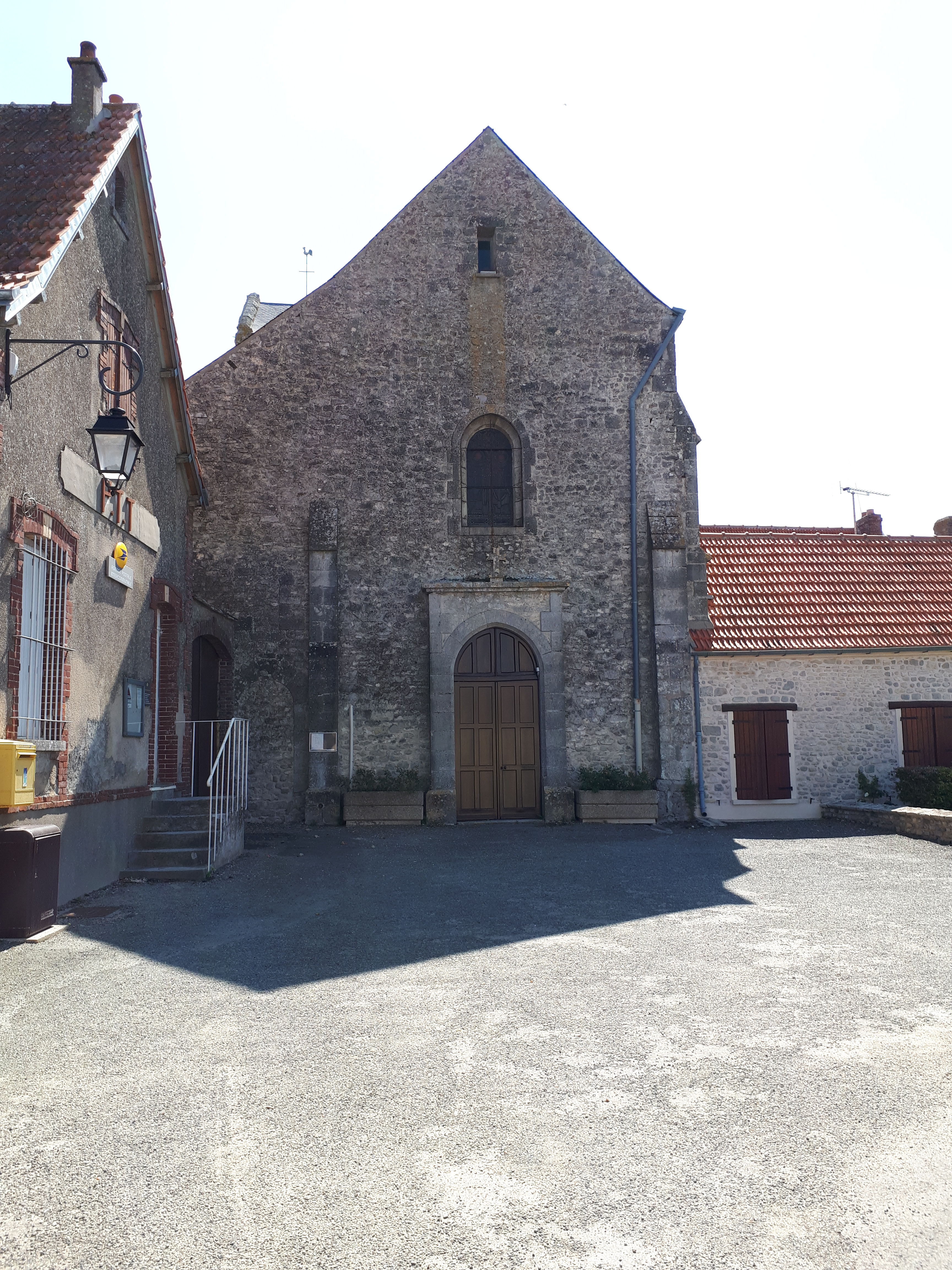
Église Saint-Fiacre.
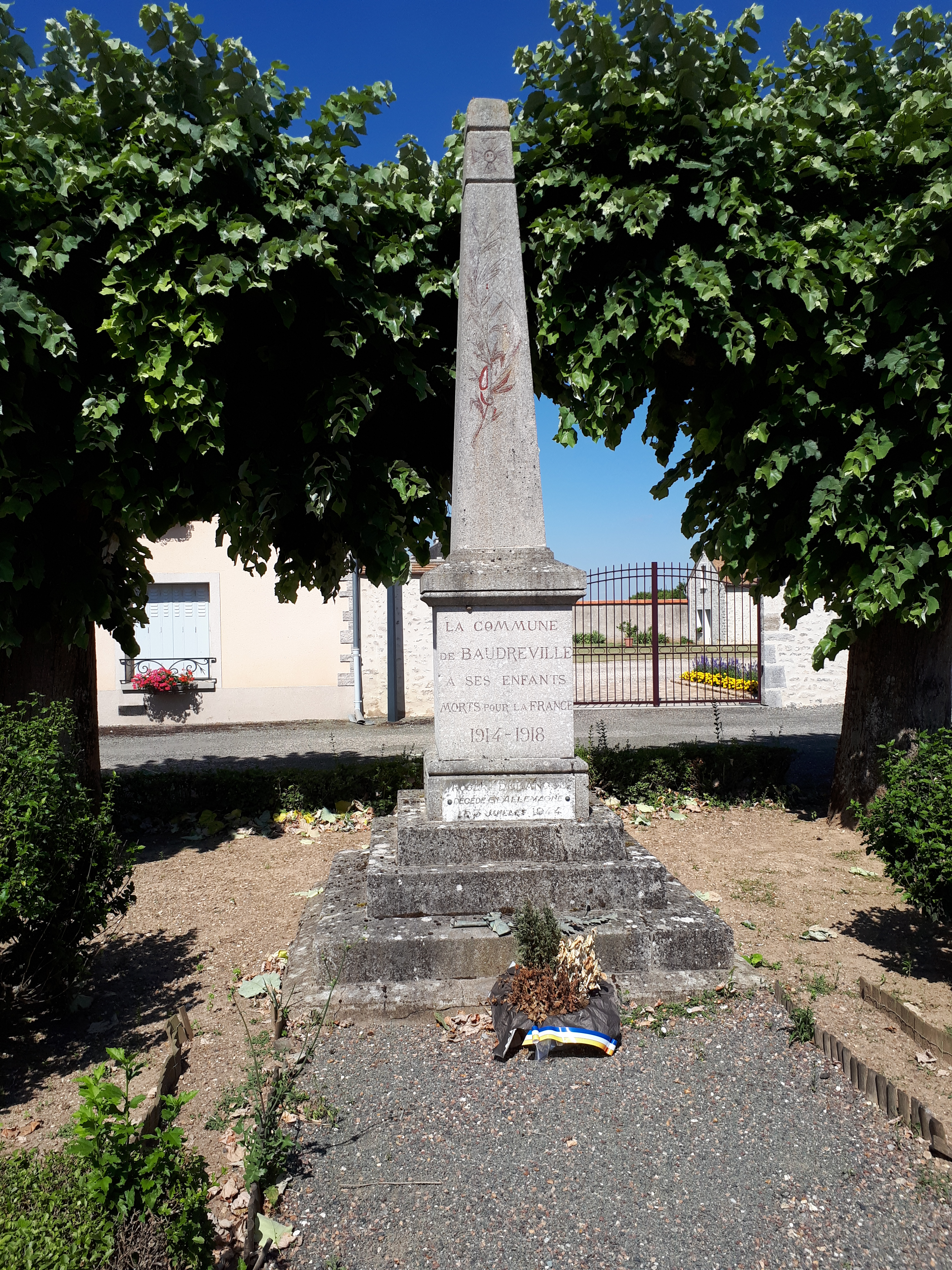
Monument aux morts.
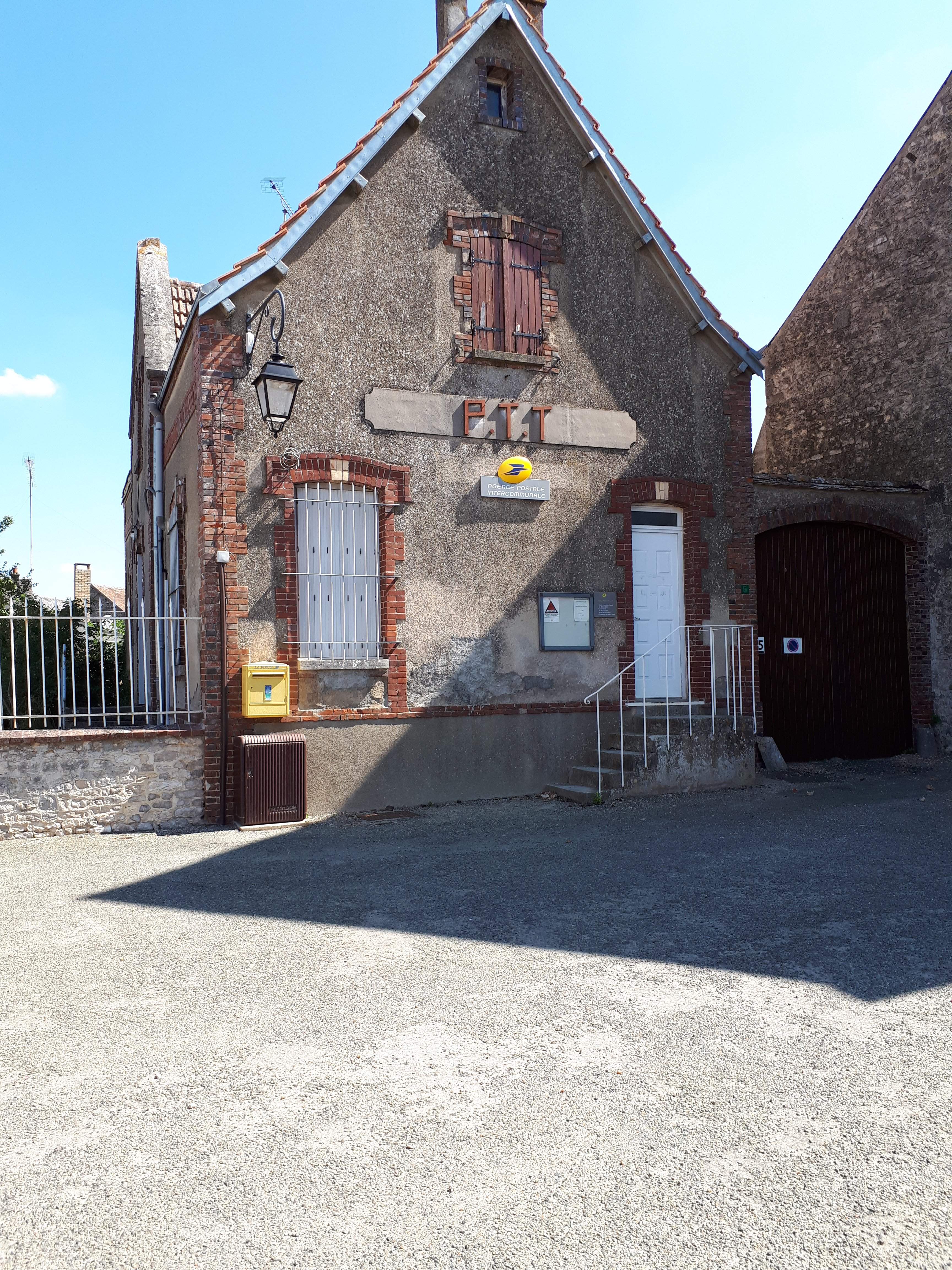
Agence postale intercommunale.

### Personnalités liées à la commune
- Ariste Hémard (1847-1926), distillateur liquoriste et homme politique, maire de Montreuil, député de la Seine.